# Сольсонес
Сольсонес — район (кумарка) Каталонії (кат. Solsonès). Столиця району — м. Сулсона (кат. Solsona).

## Муніципалітети
- Ґушєс (кат. Guixers) — населення 150 осіб;
- Касталя-да-ла-Рібера (кат. Castellar de la Ribera) — населення 165 осіб;
- Кларіана-да-Кардане (кат. Clariana de Cardener) — населення 147 осіб;
- Ла-Кома-і-ла-Педра (кат. Coma i la Pedra, la) — населення 252 особи;
- Ла-Мулсоза (кат. Molsosa, la) — населення 128 осіб;
- Лядус (кат. Lladurs) — населення 200 осіб;
- Льобера (кат. Llobera) — населення 221 особа;
- Набес (кат. Navès) — населення 274 особи;
- Пінель-да-Сулсунес (кат. Pinell de Solsonès) — населення 213 осіб;
- Пінос (кат. Pinós) — населення 323 особи;
- Ріне (кат. Riner) — населення 287 осіб;
- Сан-Льюренс-да-Муруньш (кат. Sant Llorenç de Morunys) — населення 1.004 особи;
- Сулсона (кат. Solsona) — населення 9.000 осіб;
- Уден (кат. Odèn) — населення 285 осіб;
- Уліус (кат. Olius) — населення 752 особи.

## Зростання населення
| 1497 f | 1515 f | 1553 f | 1717  | 1787  | 1857   | 1877   | 1887   | 1900  | 1910  |
| ------ | ------ | ------ | ----- | ----- | ------ | ------ | ------ | ----- | ----- |
| 950    | 976    | 1.138  | 5.589 | 8.727 | 16.182 | 12.768 | 12.032 | 9.649 | 9.662 |

| 1920   | 1930   | 1940   | 1950   | 1960   | 1970   | 1981   | 1990   | 1992   | 1994   |
| ------ | ------ | ------ | ------ | ------ | ------ | ------ | ------ | ------ | ------ |
| 10.113 | 11.562 | 11.486 | 12.219 | 11.936 | 10.910 | 10.856 | 10.880 | 10.874 | 11.125 |

| 1996   | 1998   | 2000   | 2002   | 2004   | 2006   | 2008 | 2010 | 2012 | 2014 |
| ------ | ------ | ------ | ------ | ------ | ------ | ---- | ---- | ---- | ---- |
| 11.171 | 11.275 | 11.483 | 11.792 | 12.297 | 13.050 | -    | -    | -    | -    |